# Cabiate
Cabiate är en ort och kommun i provinsen Como i regionen Lombardiet i Italien. Kommunen hade 7 493 invånare (2018).